# Grace of My Heart
Pour le single de MAX, voir Grace of My Heart (chanson).
Pour plus de détails, voir Fiche technique et Distribution.
Grace of My Heart est un film américain réalisé par Allison Anders, sorti en 1996.

## Synopsis
À Philadelphie en 1958. Edna Buxton, issue d'une famille aisée, aspire depuis son plus jeune âge à une carrière de chanteuse. Mais les préjugés tenaces de sa mère constituent un sérieux obstacle à ses rêves. Un jour pourtant, Edna remporte un concours de chant. Faisant fi des diktats maternels, elle décide de devenir professionnelle. À New York, l'impresario Joël Millner la persuade d'oublier sa carrière de chanteuse au profit de celle d'autrice-compositrice. Il la prend sous contrat et lui fait écrire à la chaîne des chansons pour crooners en vogue. Edna s'attelle à la tâche, soutenue par l'espoir secret de pouvoir un jour chanter ses compositions...

## Fiche technique
- Titre original : Grace of My Heart
- Réalisation : Allison Anders
- Scénario : Allison Anders
- Décors : Sara Andrews
- Costumes : Susan L. Bertram
- Photographie : Jean-Yves Escoffier
- Montage : James Y. Kwei, Harvey Rosenstock et Thelma Schoonmaker
- Musique : Larry Klein
- Production : Ruth Charny, Daniel Hassid; Martin Scorsese (exécutif)
- Sociétés de distribution : Gramercy Pictures
- Pays de production :  États-Unis
- Langue : anglais
- Format : couleur - 35 mm - 1,85:1
- Genre : comédie dramatique
- Durée : 116 minutes
- Date de sortie :
  - États-Unis : 13 septembre 1996

## Distribution
- Illeana Douglas (VF : Déborah Perret) : Denise Waverly / Edna Buxton
- Matt Dillon (VF : Serge Faliu) : Jay Phillips
- Eric Stoltz (VF : Jean-François Vlérick) : Howard Cazsatt
- John Turturro (VF : Vincent Violette) : Joel Millner
- Bridget Fonda : Kelly Porter
- Christina Pickles : Madame Buxton
- Patsy Kensit : Cheryl Steed
- Jennifer Leigh Warren : Doris Shelley
- Tracy Vilar : Annie
- Drena De Niro : une réceptionniste